# Međurječje
Međurječje (Međuriječje) je naseljeno mjesto u općini Čajniču, Republika Srpska, BiH. Nalazi se na istočnoj obali rječice Batovke, blizu ušća rječice u Janjinu. 
Godine 1985. pripojena su mu naselja Bogaljevići, Čanjeva, Đakovići na Batovci i Ravne Njive (Sl.list SRBiH, br.24/85).

## Stanovništvo
| Narod     | Popis 1961. | Popis 1971. | Popis 1981. | Popis 1991. |
| --------- | ----------- | ----------- | ----------- | ----------- |
| Hrvati    | 2           |             |             |             |
| Muslimani | 131         | 156         | 94          | 151         |
| Srbi      | 111         | 81          | 61          | 157         |
| ostali    | 5           | 4           |             | 5           |
| Ukupno    | 249         | 237         | 159         | 313         |